# L'Autre Monde
L'Autre Monde is een Franse film uit 2010 van Gilles Marchand. Het verhaal gaat over een jongeman die zowel in het echte leven als in de virtuele wereld van een computerspel gefascineerd en geobsedeerd raakt door een mooie jonge vrouw.

## Verhaal
Gaspard (Grégoire Leprince-Ringuet) is een jonge man die een zichtbaar zorgeloos leventje leidt in het zuiden van Frankrijk. Zijn leven verandert wanneer zijn nieuwe vriendinnetje Marion (Pauline Etienne) een mobiele telefoon vindt in een kleedhokje aan het strand. Deze behoort toe aan een zekere Dragon en verschillende berichtjes erop zijn gericht aan een zekere Sam. Het laatste berichtje bevat een tijdstip en locatie voor een afspraakje. Gaspard en zijn vriendin besluiten ook naar de afspraak te gaan, waar ze inderdaad zowel Dragon en Sam zien opduiken. Sam blijkt een mooie jonge vrouw die in werkelijkheid Audrey (Louise Bourgoin) heet en waartoe Gaspard zich onmiddellijk aangetrokken voelt. In plaats van de mobiele telefoon terug te bezorgen aan Dragon besluiten Marion en Gaspard om in plaats hiervan Audrey en Dragon te volgen.
Na een bezoekje aan een doe-het-zelfzaak belanden beide koppels in een verlaten uithoek aan het einde van een onverharde weg. Marion en Gaspard zijn Audrey en Dragon even uit het oog verloren, en wanneer ze hen opnieuw terugvinden, blijkt zich een drama te hebben voorgedaan: Dragon en Sam/Audrey hebben geprobeerd zelfmoord te plegen met behulp van een plastic slang en de auto van Dragon. Marion en Gaspard doen een poging om hen te redden, maar voor Dragon komt hun hulp te laat.
Audrey overleeft het wel. De ervaring heeft Gaspard zwaar getekend. Hij blijft Marion zien, maar hij fantaseert heimelijk over Audrey. Via een ander berichtje op Dragon zijn gsm ontdekt hij dat zowel Dragon en Audrey actief waren op een online computerspel genaamd Black Hole. Sam blijkt de naam van Audreys avatar in dit game. Een tweede toevallige ontmoeting met Audrey in het echte leven doet Gaspard op zoek gaan naar haar alter ego in de game-wereld. Uiteindelijk vindt hij (dankzij zijn eigen avatar Gordon) Sam terug in een virtuele privé-club in Black Hole. Na een paar afspraakjes in de virtuele wereld sluiten  'Sam' (die niet weet dat 'Gordon' eigenlijk Gaspard is) en 'Gordon' een pact: hij moet voor haar zijn vriendin pijn doen, zij zal als wederdienst met haar redder (Gaspard dus) de nacht doorbrengen. Nadat Gaspard zijn deel van het pact nakomt door zijn vriendin op een brute manier te laten vallen wordt hij teleurgesteld door Audrey. In plaats van met hem te vrijen brengt ze de nacht door met zijn vriend Ludo.
Wanneer de gedesillusioneerde Gaspard thuiskomt ontdekt hij dat Vincent - Audreys broer - bij hem ingebroken heeft. Vincent vertelt Gaspard dat zijn zus al lang zelfmoordneigingen heeft. Hij ontdekt ook dat Vincent hen zat te bespioneren de dag dat Gaspard en Marion Audrey konden redden. Vincent geeft zijn ziekelijke fascinatie voor zelfmoord toe, en Gaspard begrijpt plots dat het Vincent is die zijn zusje gebruikt om jongeren in zelfmoordpacten te lokken. Hij probeert via Black Hole Sam/Audrey te contacteren en slaagt erin om een afspraakje te maken in het appartement dat ze deelt met haar broer, niet wetende dat het eigenlijk Vincent was die Sam bestuurde binnen Black Hole. Wanneer Gaspard arriveert in het appartement van Audrey en Vincent wordt hij na een kort gesprekje met Audrey overmeesterd door Vincent. Die boeit zijn handen en sleept hem mee naar het dak van het appartementsgebouw, met de bedoeling hem eraf te duwen. Net voor hij hierin slaagt trekt Audrey haar broers aandacht door zelf van het dak te springen. Beseffende dat zijn zus dood is stopt Vincent met zijn poging om Gaspard te doden.
De volgende morgen bevinden zowel Gaspard als Vincent zich in het politie-kantoor. Gaspard wordt herenigd met Marion, die hem omhelst nadat ze hem schijnbaar vergeven heeft voor zijn eerdere gedrag.

## Cast
| Acteur                    | Personage |
| ------------------------- | --------- |
| Grégoire Leprince-Ringuet | Gaspard   |
| Louise Bourgoin           | Audrey    |
| Pauline Etienne           | Marion    |
| Pierre Niney              | Yann      |
| Melvil Poupaud            | Vincent   |